# Aristodemo Santamaria
Aristodemo Emilio Santamaria (Genova, 9 febbraio 1892 – Genova, 10 dicembre 1974) è stato un calciatore italiano, di ruolo attaccante.
Era il fratello di Stefano Santamaria o Santamaria II, suo compagno di squadra alla Novese ed al Genoa, per cui era riportato nei tabellini come Santamaria I. Fu soprannominato Maja.

## Carriera

### Club
Formatosi nell'Andrea Doria, nella quale debutta in massima categoria nel 1908, segna la sua prima rete ufficiale nel pareggio casalingo contro il Genoa il 17 gennaio 1909, valido per il girone ligure.
Passa nel 1913 al Genoa, ma incappa in un anno di squalifica per l'accusa di professionismo, all'epoca formalmente vietato: lui e il compagno all'Andrea Doria Enrico Sardi vengono contattati dal presidente del Genoa George Davidson, che propone loro di trasferirsi nel sodalizio rossoblù previo compenso di 3.000 lire; denunciati dal cassiere della banca alla quale si erano rivolti per incassare l'assegno, vengono condannati a due anni di squalifica, ridotti in seguito a uno, e al pagamento di 1.000 lire di multa.
L'anno seguente, il primo in cui effettivamente Santamaria gioca con i rossoblù, vince il suo primo scudetto, benché questo gli venga ufficialmente riconosciuto solo al termine del primo conflitto mondiale, che aveva causato l'interruzione del campionato. Dopo la guerra milita ancora per una stagione tra le file del Genoa, che lascerà nel 1920 per trasferirsi alla Novese.
Con i piemontesi Santamaria vincerà il suo secondo scudetto durante la scissione momentanea del calcio italiano, trionfando nella Prima Categoria 1921-1922, competizione che era stata organizzata dalla FIGC. Nel 1922 torna al Genoa, dove è tra i protagonisti del biennio d'oro che porta nell'albo d'oro dei rossoblù gli ultimi due scudetti. Con il Grifone gioca sino al 1926, anno del suo ritiro dall'attività agonistica.

## Nazionale
Nella Nazionale di calcio dell'Italia, con la quale partecipò anche alle Olimpiadi di Anversa del 1920, collezionò undici presenze e realizzò tre reti.

## Statistiche

### Cronologia presenze e reti in Nazionale
| Cronologia completa delle presenze e delle reti in nazionale ― Italia | Cronologia completa delle presenze e delle reti in nazionale ― Italia | Cronologia completa delle presenze e delle reti in nazionale ― Italia | Cronologia completa delle presenze e delle reti in nazionale ― Italia | Cronologia completa delle presenze e delle reti in nazionale ― Italia | Cronologia completa delle presenze e delle reti in nazionale ― Italia | Cronologia completa delle presenze e delle reti in nazionale ― Italia | Cronologia completa delle presenze e delle reti in nazionale ― Italia |
| Data                                                                  | Città                                                                 | In casa                                                               | Risultato                                                             | Ospiti                                                                | Competizione                                                          | Reti                                                                  | Note                                                                  |
| --------------------------------------------------------------------- | --------------------------------------------------------------------- | --------------------------------------------------------------------- | --------------------------------------------------------------------- | --------------------------------------------------------------------- | --------------------------------------------------------------------- | --------------------------------------------------------------------- | --------------------------------------------------------------------- |
| 31-1-1915                                                             | Torino                                                                | Italia                                                                | 3 – 1                                                                 | Svizzera                                                              | Amichevole                                                            | -                                                                     |                                                                       |
| 28-8-1920                                                             | Gand                                                                  | Egitto                                                                | 1 – 2                                                                 | Italia                                                                | Olimpiadi 1920 - Turno di qualificazione                              | -                                                                     |                                                                       |
| 29-8-1920                                                             | Anversa                                                               | Francia                                                               | 3 – 1                                                                 | Italia                                                                | Olimpiadi 1920 - Quarti di finale                                     | -                                                                     |                                                                       |
| 20-2-1921                                                             | Marsiglia                                                             | Francia                                                               | 1 – 2                                                                 | Italia                                                                | Amichevole                                                            | 1                                                                     |                                                                       |
| 6-3-1921                                                              | Milano                                                                | Italia                                                                | 2 – 1                                                                 | Svizzera                                                              | Amichevole                                                            | -                                                                     |                                                                       |
| 5-5-1921                                                              | Anversa                                                               | Belgio                                                                | 2 – 3                                                                 | Italia                                                                | Amichevole                                                            | -                                                                     |                                                                       |
| 8-5-1921                                                              | Amsterdam                                                             | Paesi Bassi                                                           | 2 – 2                                                                 | Italia                                                                | Amichevole                                                            | -                                                                     |                                                                       |
| 6-11-1921                                                             | Ginevra                                                               | Svizzera                                                              | 1 – 1                                                                 | Italia                                                                | Amichevole                                                            | -                                                                     | Cap.                                                                  |
| 15-1-1922                                                             | Milano                                                                | Italia                                                                | 3 – 3                                                                 | Austria                                                               | Amichevole                                                            | 1                                                                     |                                                                       |
| 1-1-1923                                                              | Milano                                                                | Italia                                                                | 3 – 1                                                                 | Germania                                                              | Amichevole                                                            | 1                                                                     |                                                                       |
| 4-3-1923                                                              | Genova                                                                | Italia                                                                | 0 – 0                                                                 | Ungheria                                                              | Amichevole                                                            | -                                                                     |                                                                       |
| Totale                                                                |                                                                       | Presenze                                                              | 11                                                                    |                                                                       | Reti                                                                  | 3                                                                     |                                                                       |

## Palmarès
- Campionato italiano: 4

Genoa: 1914-1915, 1922-1923, 1923-1924
Novese: 1921-1922 (F.I.G.C.)